# Al Kharaitiyat SC

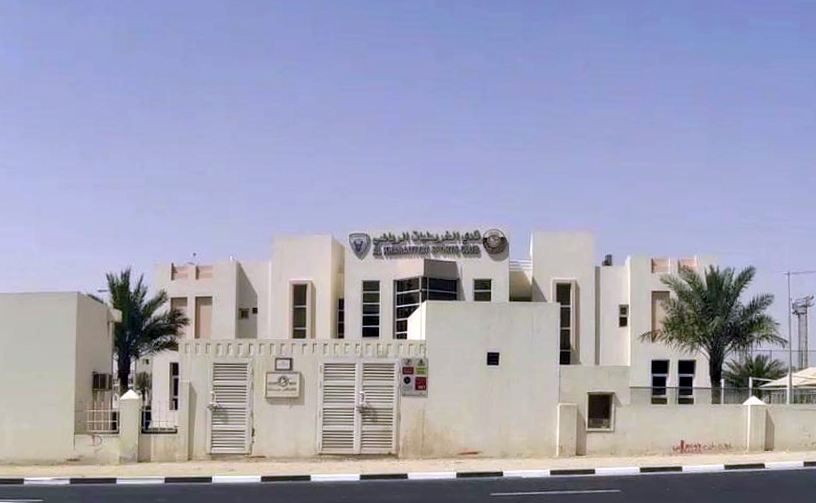
Seu de l'Al Kharaitiyat SC, Al Ebb Road, Al Kharaitiyat.

L'Al Kharaitiyat Sport Club (àrab: نادي الخريطيات, Nādī al-Ḫarayṭiyyāt) és un club esportiu de Qatar amb seu a la ciutat d'Al Kharaitiyat, més conegut pel seu equip de futbol de la Segona Divisió de Qatar. Van guanyar la Segona Divisió el 2004 i van jugar a la Qatari Stars League la temporada següent. No obstant això, van baixar la temporada següent. Van tornar a recuperar la seva posició a la màxima categoria la temporada 2008-09.

## Història
Al Kharaitiyat es troba entre els clubs esportius més nous de Qatar, ja que es va fundar el 1996 com Al-Hilal.
Entre els fundadors hi havia:
| Fundadors                               |
| --------------------------------------- |
| Sheikh Hamad bin Thamer Al Thani 1      |
| Sheikh Khalifa bin Thamer Al Thani      |
| Nasser Al-Mohammad Fadhalla             |
| Meshal Mohammed Al-Ansari               |
| Adel Ibrahim Al-Malik                   |
| Hassan Yousef Al-Hakim                  |
| Khalifa bin Fahad bin Mohammed Al Thani |

Després de la seva formació, va entrar a la Segona Divisió de Qatar. Després de guanyar el títol de segona divisió el 2004, van aconseguir un lloc al primer nivell. Poc després, el club va ser rebatejat pel seu nom actual, Al Kharaitiyat, el 19 d'octubre de 2004 per decisió del vicepresident del Comitè Olímpic de Qatar per tal de representar millor el districte on es troba. L'any 2008 l'equip va ascendir a la Qatar Stars League.

## Històric d'estadis
| Estadi          | Període      |
| --------------- | ------------ |
| Estadi Qatar SC | 1996–2012    |
| Estadi Al Khor  | 2012-present |